# Marie od Vtělení Guyart
Svatá Marie od Vtělení Guyart, O. S. U. (28. října 1599 Tours – 30. dubna 1672 Québec) byla francouzská katolická řeholnice řádu svaté Voršily. Měla zásadní význam pro šíření katolicismu v Nové Francii. Byla náboženskou spisovatelkou a zasloužila se o založení první dívčí školy v Novém světě (dnes Kanada) Díky jejímu dílu ji katolická církev v roce 2014 prohlásila za svatou a anglikánská církev v Kanadě slaví dne 30. dubna její svátek.

## Životopis

### Mládí a rodina
Narodila se jako Marie Guyartová v Tours ve Francii, jako čtvrtá z osmi dětí Florenta Guyarta, mistra pekaře, a Jeanne Michelet, členky nižší aristokracie   Od útlého věku ji přitahovala náboženská liturgie a svátosti. Když bylo Marii sedm let, zažila první mystické setkání s Ježíšem Kristem. Ve své knize Relation z roku 1654 o tom vypráví: „...s očima obrácenýma k nebi jsem viděla, jak náš Pán Ježíš Kristus v lidské podobě vyšel a pohyboval se vzduchem ke mně. Když se ke mně Ježíš ve své podivuhodné vznešenosti blížil, cítila jsem, jak mé srdce obklopuje jeho láska, a začala jsem rozpínat ruce, abych ho objala. Pak mě objal, láskyplně políbil a řekl: "Chceš mi patřit?" Odpověděla jsem: "Ano!" A poté, co dostal můj souhlas, vystoupil zpět do nebe.“ Od té chvíle se Marie cítila „nakloněná k dobru“.

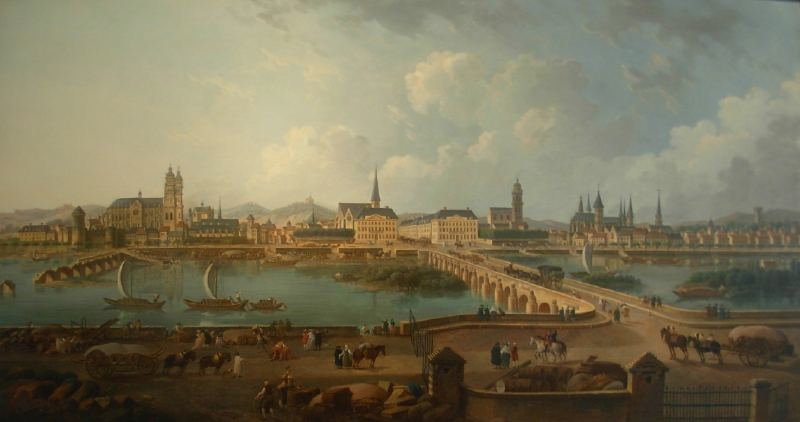
Pohled na město Tours v roce 1786

Marie, která chtěla patřit Kristu, ve čtrnácti letech navrhla rodičům, aby vstoupila do řeholního života u benediktinů v opatství Beaumont, ale rodiče její přání ignorovali. Místo toho se v roce 1617 provdala za mistra hedvábnického řemesla Clauda Martina. Podle vlastních slov prožila šťastné, i když krátké manželství a během dvou let se jí narodil syn, který se rovněž jmenoval Claude. Její manžel zemřel jen několik měsíců po narození syna a Marie se stala v devatenácti letech vdovou.
Po manželově smrti zdědila Guyart jeho upadající podnik, o který následně přišla. Musela přestěhovat do domu svých rodičů a stáhla se do ústraní, aby se mohla věnovat duchovnímu růstu. Po roce stráveném u rodičů byla pozvána, aby se přestěhovala ke své sestře a švagrovi Paulu Buissonovi, kteří vlastnili úspěšný speditérský podnik. Přijala nabídku a pomáhala jim při správě domu a kuchyně.

### V klášteře uršulinek

#### Odchod do kláštera
Marie však nezapomněla na duchovní život. „Neustále jsem byla zaměstnána svým intenzivním soustředěním na Boha...“ napsala v roce 1633. Postupem času její příklon k řeholnímu životu jen rostl, v čemž jí podporoval i místní benediktinský kněz, a nakonec ji přivedl k tomu, že 25. ledna 1631 vstoupila do uršulinského kláštera. Vstup do kláštera si vyžádal, aby opustila svého malého syna, a ten s odloučením vyjadřoval velké potíže. Claude se pokusil se skupinou kamarádů ze školy vtrhnout do kláštera a opakovaně ho bylo možné zastihnout, jak pláče u brány a snaží se dostat dovnitř. Nechala ho v péči rodiny Buissonových, ale citová bolest z odloučení jim oběma zůstala. Později, když se její syn stal benediktinským mnichem, si otevřeně dopisovali o svých duchovních a citových zkouškách a Claude po její smrti vydal se svými poznámkami její dopisy.
Poté vedla běžný klášterní život jako členka řádu uršulinek. Po složení slibů v roce 1633 si změnila jméno na Marie od Vtělení. O Vánocích toho roku vyprávěla o mocném vidění, které se stalo katalyzátorem její misie do Nové Francie. V tomto mystickém snu se Guyartová viděla, jak kráčí ruku v ruce se spolubratrem laikem na pozadí cizí krajiny. Na střeše malého kostelíka v této vzdálené mlhavé krajině seděli Panna Marie a Ježíš; Marie si to vyložila tak, že matka a syn diskutují o jejím náboženském poslání v nové zemi. Vyprávěla o této vizi svému řádovému knězi, který ji informoval, že popisovaná země je Kanada, a doporučil jí, aby se zajímala o jezuitské misie do Kanady. Z toho Guyartová vyvodila, že jejím posláním je pomáhat při zavádění katolické víry v Novém světě.

#### Přípravy na misii

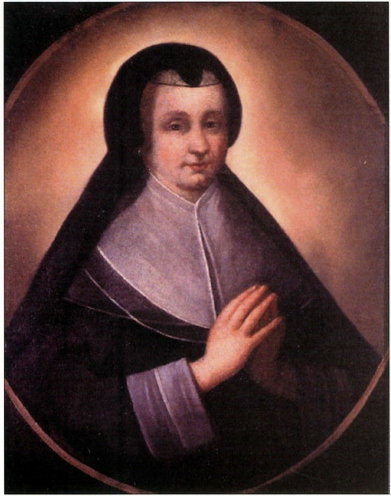
Madeleine de la Peltrie, nábožensky založená aristokratka, díky jejíž finanční pomoci mohla Marie odplout do Nového světa

Osobní a finanční překážky oddálily její odchod o čtyři roky. Během této doby udržovala neustálou korespondenci s jezuity v Quebecu, kteří podporovali přítomnost ženské řehole, což by mohlo usnadnit christianizaci huronských žen. Matka představená v Tours a její předuršulínský řeholní vůdce Raymond de Saint Bernard ji vesměs nepodporovali, přičemž Raymond naznačoval, že je to příliš vznešené pro pokornou laičku. Její bratr se ji pokusil přesvědčit, aby se vzdala svého poslání, tím, že ji obvinil z rodičovského zanedbávání a zrušil rentu a dědictví určené pro jejího syna, o kterého se staral; tato opatření ji však neodradila.
Mariiny počáteční finanční obavy ohledně financování cesty a založení kláštera v Nové Francii byly vyřešeny, když byla 19. února 1639 představena Madeleine de la Peltrie. Marie poznala, že tato nábožensky oddaná vdova, dcera daňového úředníka, je onou laičkou z jejího vidění před čtyřmi lety. Finanční příspěvek od Madelaine na Mariinu misii se setkal se silným odporem její šlechtické rodiny. Aby získala její podporu, sjednala si fingovaný sňatek s Christianem Jeanem de Brenière. Manželský stav Madelaine jí dal právní oprávnění přepsat většinu svého majetku na uršulinky, čímž byla misie plně financována. Následně se uršulinky vydaly do Paříže a podepsaly právní smlouvy se Společností sta spolupracovníků a s jezuity, kteří byli zodpovědní za politický a duchovní život kolonie. Oficiální královskou listinu schvalující založení nadace podepsal Ludvík XIII. krátce poté.
Dne 4. května 1639 Marie a Madelaine vypluli z Dieppe do Québecu na lodi Saint Joseph. Doprovázela je šlechtična Marie de Sanonières, mladá prostá dívka Charlotte Barré, tři ošetřovatelky a dva jezuitští otcové.

### V Novém světě

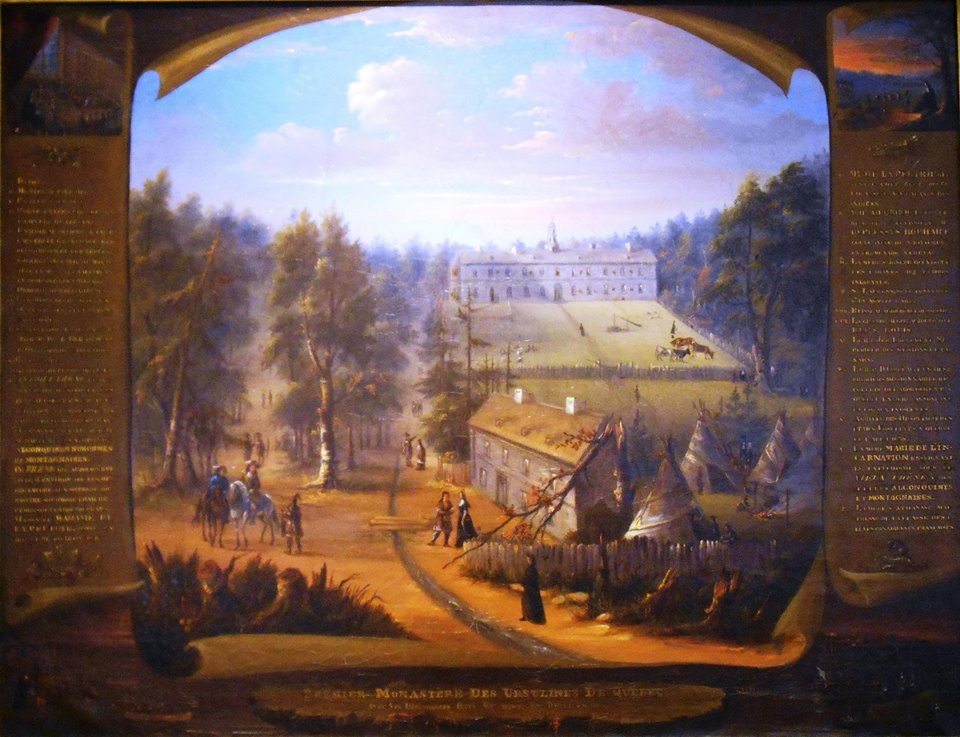
První klášter Uršulinek v Quebecu

#### Příjezd
V srpnu 1639 se skupina vylodila v Quebecu a založila klášter na jihu města. Když na úpatí hory zahájili svou první činnost, byl Quebec pouhým názvem, neboť na místě, které Samuel de Champlain založil o jednatřicet let dříve, stálo sotva šest domů. Ona a její společnice zprvu obývaly malý domek v dolním městě (Basse-Ville). V roce 1642 se uršulínky přestěhovaly do stálé kamenné budovy v horním městě. Skupině se podařilo založit první školu na území, které se později stalo Kanadou, a také uršulínský klášter v Quebecu, který byl označen za jednu z národních historických památek Kanady.

#### První kontakty a problémy
Mariiny rané interakce s domorodým obyvatelstvem byly do značné míry ovlivněny omezeními způsobenými odlišným životním stylem, nemocemi a spojenectvím. Domorodé rozdělení manuální a domácí práce podle pohlaví a věku se výrazně lišilo od evropského pojetí mužské a ženské pracovní sféry. To Marii a ostatním uršulinkám ztěžovalo výchovu mladých dívek metodami vyvinutými v Evropě.

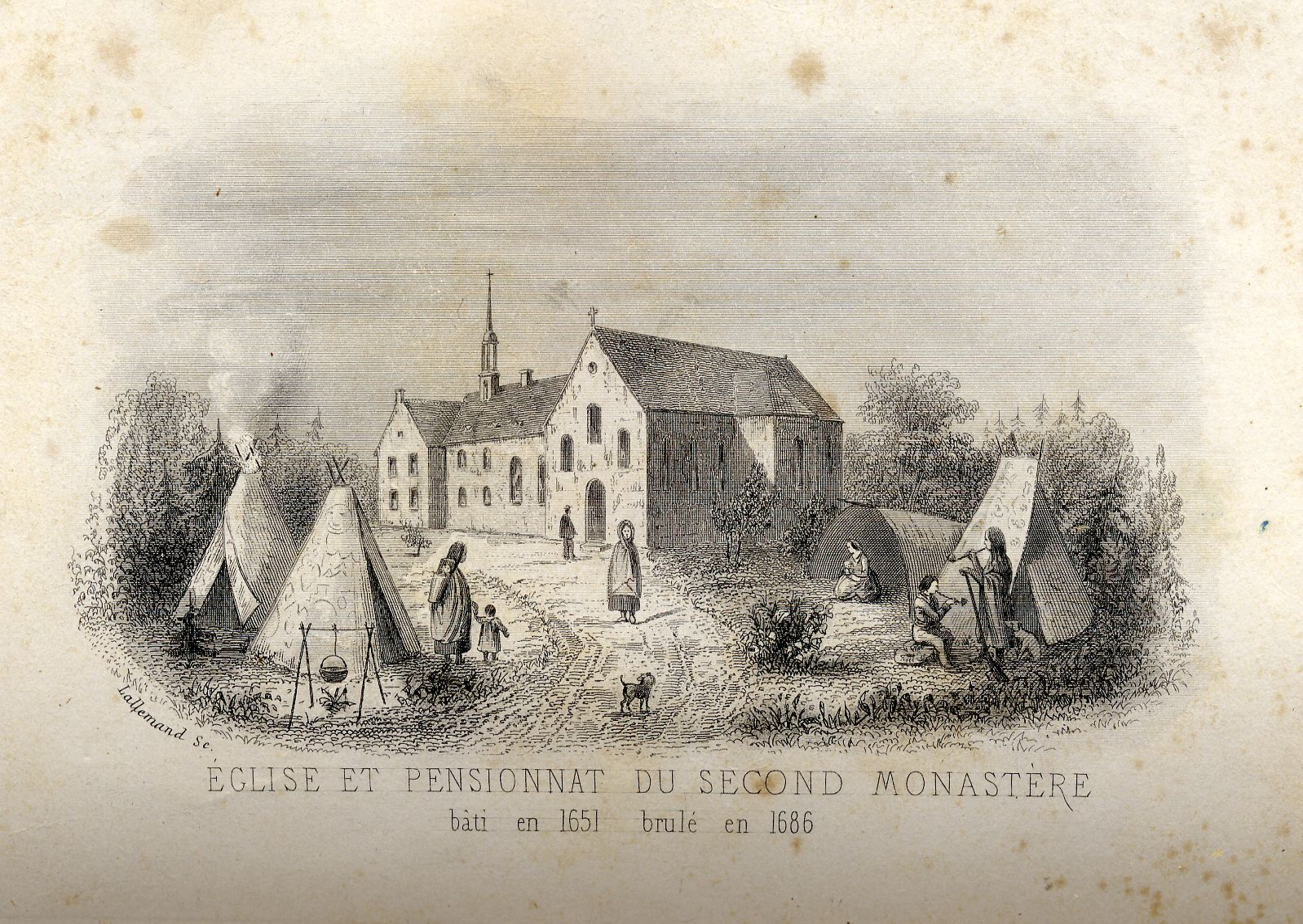
Druhý klášter uršulinek, do kterého se přestěhovaly v roce 1642

S evropskou kolonizací přišel příliv nemocí. Epidemie neštovic od třicátých do padesátých let 16. století likvidovaly domorodé obyvatelstvo, což vedlo k přesvědčení, že jezuité a uršulinky svými náboženskými praktikami a pomůckami přenášejí nemoci. Obavy, že zdrojem všech epidemií jsou křty, svaté ikony a kříže, značně omezovaly vzájemné vztahy mezi skupinami a napínaly Mariiny vztahy s domorodci v prvních desetiletích jejího pobytu v Nové Francii.
Mariiny a uršulinské problémy se nejvíce točily kolem konfliktu, který proti sobě postavil Francouze, Hurony a další domorodé spojence proti Irokézům. Nepřátelství Irokézů vůči Huronům, kteří byli spojenci jezuitů, utvářelo Mariin negativní pohled na tzv. Pět národů. Vojenská vítězství Irokézů v padesátých letech 16. století a jejich nadvláda na počátku následujícího desetiletí přiváděly Marii a uršulínky blízko k zoufalství. Jejich trápení ještě umocnil požár, který v roce 1650 zničil jejich klášter. Současné politické problémy ve Francii způsobily, že evropské uršulinky vyvíjely tlak na své kanadské sestry, aby se vrátily domů, což ještě zvýšilo stres a obavy uršulinek. Tyto pocity bezmoci však byly potlačeny, když byl klášter zdánlivě zázračnou rychlostí obnoven.

#### Vzdělávání
V 17. století bylo klíčovým pilířem vzdělávání náboženské vzdělání. Marie se řídila přísnou ortodoxní metodou výuky, kterou si osvojila během svého působení u uršulinek v Tours. Systém byl založen na základech víry, francouzské a latinské literatury a občanské výchovy. Základy víry zahrnovaly katechismus, modlitby a písně. Hlavním cílem uršulínské školy bylo vychovávat mladé francouzské dívky a domorodce k tomu, aby se stali dobrými křesťany. Mladé Francouzky platily sto dvacet livrů, které měly pokrýt jak jejich vzdělání, tak i poplatky za penzi. Mladé domorodé dívky v té době za vzdělání platit nemusely. Uršulinky povzbuzovaly mladé Inuitky, huronské a algonkinské dívky, aby seminář využívaly. Tyto dívky se učily francouzským způsobům a byly vedeny k tomu, jak se oblékat podle francouzské kultury. Po ukončení vzdělání byly mladé domorodé studentky vybízeny, aby se vrátily do svých domovů a sdílely své učení. Vzděláváním mladých dívek z různých kmenů se frankizace přenášela z dcery na matku.

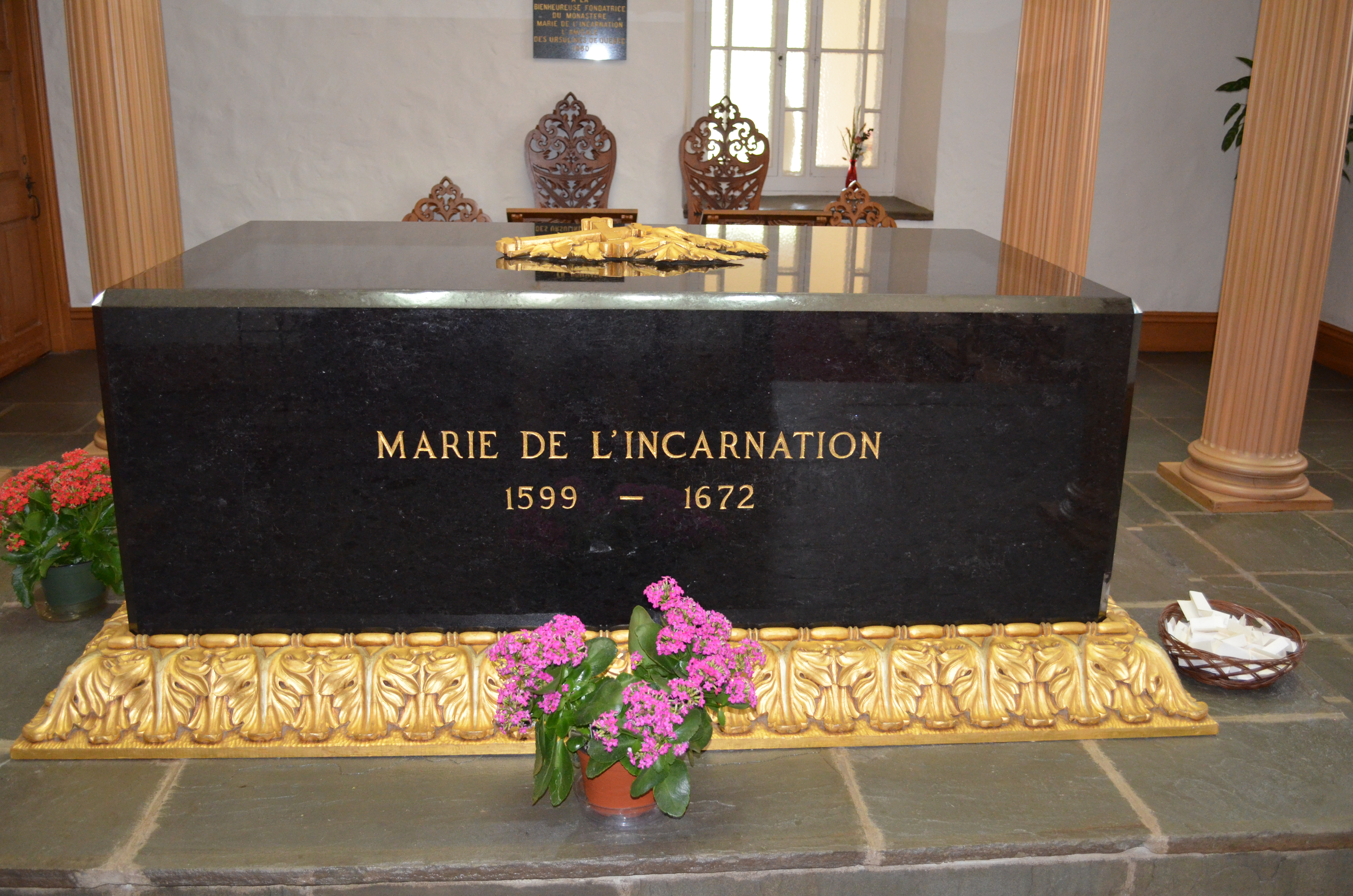
Hrob Marie od Vtělení v klášteře v Quebecu

### Stáří a smrt
Marie od Vtělení zemřela dne 30. dubna 1672 na onemocnění jater. V nekrologu zaslaném francouzským uršulinkám je psáno „Četné a specifické ctnosti a vynikající vlastnosti, kterými tato drahá zesnulá zářila, nás utvrzují v přesvědčení, že se těší vysokému postavení v Boží slávě“. Je pohřbena v klášteře, který založila.

## Po smrti

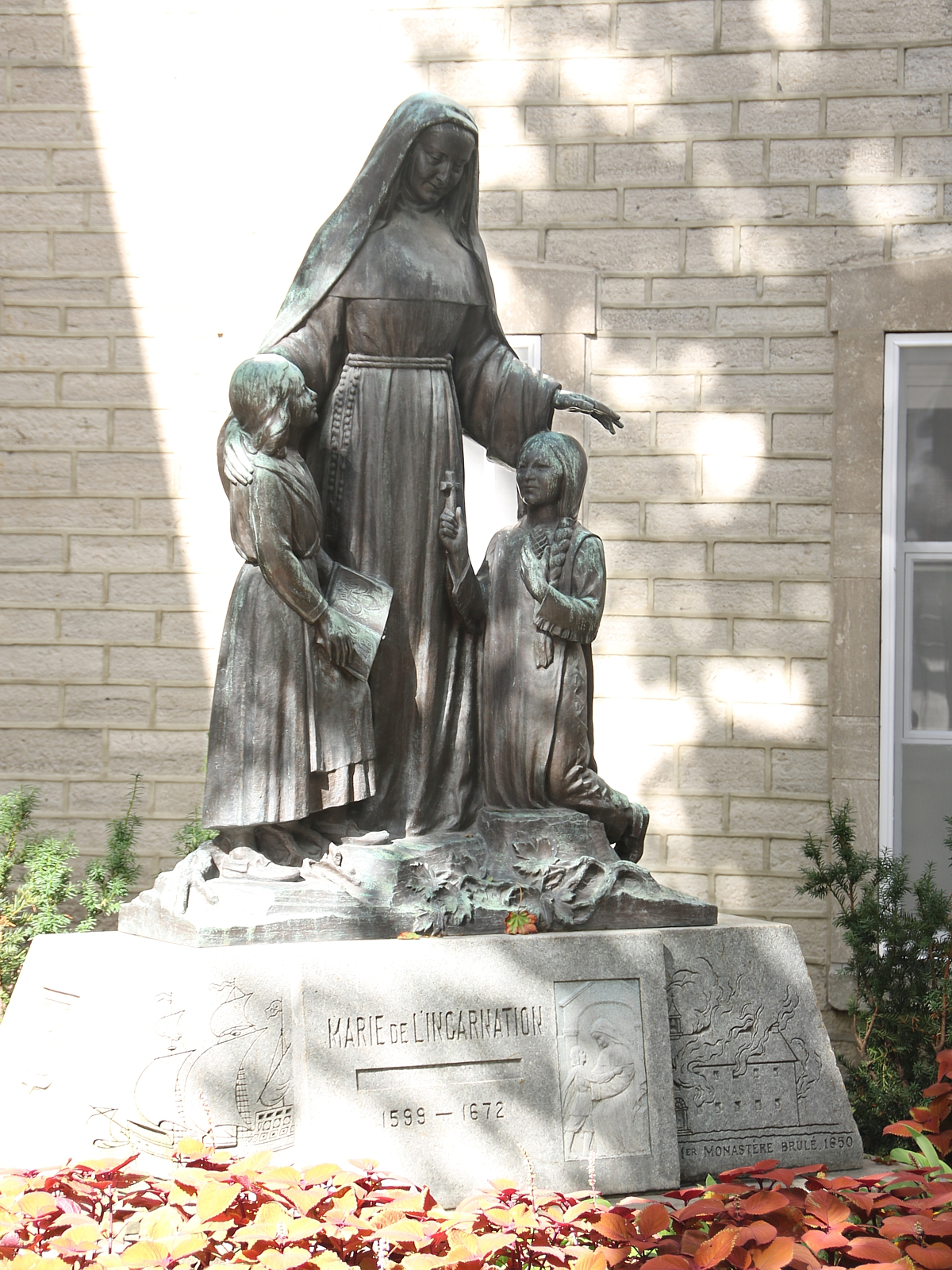
Socha Marie od Vtělení v klášteře

### Kanonizace
Marii Guyartové byl 27. září 1877 katolickou církví udělen titul služebnice Boží. Její duchovní spisy byly teology schváleny dne 10. června 1895 a dne 19. července 1911 ji papež Pius X. prohlásil za ctihodnou. Papež Jan Pavel II. ji dne 22. června 1980 blahořečil. Papež František ji kanonizoval 2. dubna 2014. Papež u Guyartové upustil od požadavku dvou zázraků a byla jí udělena tzv. ekvipolentní kanonizace spolu s Françoisem de Lavalem, prvním quebeckým biskupem.

### Připomínky
Marie od Vtělení je slavnou zakladatelkou řádu uršulinek v koloniální Nové Francii. Její práce s indiány byla oceněna také anglikánskou církví v Kanadě, která slaví její život svátkem 30. dubna. Je po ní pojmenována řada katolických škol. Na Lavalově univerzitě v Québecu existuje Centre d'Études Marie de l'Incarnation, což je multidisciplinární program týkající se teologie a náboženské praxe.
Marii od Vtělení připomíná socha vztyčená před québeckým parlamentem. Sochu navrhl Joseph-Émile Brunet v roce 1965 a nachází se u baziliky svaté Anny de Beaupré.
Její životní příběh zpracoval Jean-Daniel Lafond do dokumentárního dramatu s názvem Folle de Dieu (Boží blázen) z roku 2008. V hlavní roli Guyartové se představila Marie Tifo a film produkovala kanadská Národní filmová rada. Tifo si roli Guyartové zopakovala o rok později v divadelní inscenaci La Déraison d'a'Aur.
Marii od Vtělení ztvárnila Karen Elkinová ve filmu The Mother Eagle (Le Sang du pélican) z roku 2020.